# Alpinia densibracteata
Alpinia densibracteata är en enhjärtbladig växtart som beskrevs av Te Lin Wu och Sen Jen Chen. Alpinia densibracteata ingår i släktet Alpinia och familjen Zingiberaceae. Inga underarter finns listade i Catalogue of Life.